# 蒙大拿州議會大廈
蒙大拿州議會大廈（Montana State Capitol）是美國蒙大拿州議會的開會地點。蒙大拿州議會大廈修建於1896年至1902年，1909年至1912進行了擴建。蒙大拿州議會大廈是美國國家史蹟名錄。蒙大拿州議會大廈是一座新古典主義建築。

## 外部連結
- Historic images of the Montana State Capitol
- Visiting information and history （页面存档备份，存于）